# La gloria y el infierno
La gloria y el infierno é uma telenovela mexicana produzida por Juan Osorio para a Televisa e exibida pelo Canal de las Estrellas entre 17 de março e 29 de agosto de 1986.
Baseada na novela Duelo al sol, do escritor norte-americano Niven Busch, a história tem como cenário o fim da Revolução Mexicana.
A trama é protagonizada por Ofelia Medina e Héctor Bonilla, com participações especiais de Fernando Balzaretti e Saby Kamalich e antagonizada por Jorge Russek. 

## Sinopse
Ao finalizar a Revolução Mexicana, Sara Vallarta, esposa de Fernando, um fazendeiro de Michoacán, aceita se encontrar com seu primo e ex noivo, Sebastián Arteaga. Para evitar os rumores, marca o encontro em uma igreja abandonada e leva seus dos filhos como companhia: Miguel e Sergio. Sebastián lhe confessa que se uniu a uma índia com quem teve uma filha, Inés, mas que nunca há deixado de amá-la. Ele pede a Sara que, se chegar a lhe passar algo, cuide da sua família. Quando Sebastián vai embora, aparece Fernando quem sem deixar ela se explicar assume imediatamente que ela é infiel e desde esse momento, a expulsa de sua cama e não volta a lhe dirigir a palavra. Sara segue vivendo na casa de seu ex-marido, mais ele é praticamente um fantasma pois a ignora por completo.
Sebastián morre, e sua esposa, orgulhosa não acude onde Sara, em troca, se relaciona com o dono de una taberna sem se importar que Inés cresça em um ambiente tão sórdido. Vinte anos depois, o presidente Lázaro Cárdenas inicia seu programa agrário de expropriação de fazendas, e Fernando Vallarta es el principal opositor desta medida. Justo nestas circunstancias é quando a bela orfã Inés vem morar com os Vallarta.

## Elenco
- Ofelia Medina - Inés Arteaga
- Héctor Bonilla - Miguel Vallarta
- Fernando Balzaretti - Sergio Vallarta
- Jorge Russek - Don Fernando Vallarta
- Saby Kamalich - Sara Vallarta
- Elvira Monsell - Martina
- Pedro Armendáriz Jr - Sebastián Arteaga
- Salvador Sánchez - Asunción
- Anna Silvetti - Adriana
- Lucía Guilmáin - Concha
- Josefina Echánove - Guadalupe
- Arturo Beristáin - Madrigal
- Dolores Beristáin - Vicenta
- Arturo Benavides - Pontón
- Arlette Pacheco - Amalia
- Patricio Castillo - Dr. Mendoza
- Carlos Cardán - Valerio Redondo
- Miguel Gómez Checa - Augusto
- Alberto Gavira - Graciano
- Uriel Chávez - Cruz
- Guillermo Gil - Genaro
- Gilberto Pérez Gallardo - Yáñez

## Prêmios e Indicações

### Prêmio TVyNovelas de 1987
| Categoria                 | Nomeado(a)              | Resultado |
| ------------------------- | ----------------------- | --------- |
| Melhor telenovela         | Gonzalo Martínez Ortega | Nomeada   |
| Melhor atriz protagonista | Ofelia Medina           | Nomeada   |
| Melhor ator protagonista  | Héctor Bonilla          | Nomeado   |
| Melhor escritor           | Antonio Monsell         | Nomeado   |
| Melhor direção de cena    | Gonzalo Martínez Ortega | Nomeada   |